# Abricó-da-praia
O abricó-da-praia (Mimusops coriacea (A. DC.) Miq.) é uma árvore de fruto comestível, originária da África tropical. Outros nomes populares: abiu-da-praia, balata, maracujá-de-árvore, abricoteiro, abricó-amarelo, abricó-do-brasil, abricoqueiro, albricoqueiro. Possui frutos comestíveis ao natural, e com propriedades medicinais. A madeira é usada em construção civil e naval, em carpintaria etc.
Características: Frutos esféricos de 4–5 cm de diâmetro, de casca amarela lisa, recobrindo uma polpa igualmente amarelada, cremosa e doce. A árvore mede cerca de 5–7 m em cultivo, possui folhas grossas e brilhantes, além de copa globosa.
Utilidades: Os frutos podem ser consumidos frescos, ou melhor ainda, batidos com leite, em uma "vitamina" que adquire a consistência da de abacate. A árvore é muito utilizada em paisagismo, principalmente em cidades praianas, pois é muito tolerante aos ventos marítimos.

## Ocorrência
Nas praias e mangues da ilha de Madagascar. É plantada nas praias do Brasil por resistir aos ares marinhos e não necessitando de solo tão fértil.